# NGC 672
NGC 672 ist eine Balken-Spiralgalaxie mit ausgedehnten Sternentstehungsgebieten vom Hubble-Typ SBcd im Sternbild Dreieck am Nordsternhimmel. Sie ist schätzungsweise 25 Millionen Lichtjahre von der Milchstraße entfernt und hat einen Durchmesser von etwa 50.000 Lichtjahren. Gemeinsam mit der weniger als 90.000 Lichtjahre von ihr entfernten IC 1727 bildet sie das gravitativ gebundene Galaxienpaar Holm 46.
Im selben Himmelsareal befinden sich u. a. die Galaxien NGC 670, NGC 684, IC 1731.
Das Objekt wurde am 26. Oktober 1786 vom deutsch-britischen Astronomen William Herschel entdeckt.